# Championnat d'Irlande de football 1902-1903
Navigation
Édition précédente Édition suivante
Le treizième championnat d'Irlande de football se déroule en 1902-1903. Le championnat entre dans une nouvelle ère. Après n’avoir regroupé que des clubs de Belfast, puis après avoir accueilli des clubs de Londonderry, le championnat s’ouvre maintenant à la plus grande ville du pays, Dublin. Le Bohemian FC est le premier club dublinois à être accepté dans le championnat. Il remplace numériquement le club de St.Columb's Court qui a fini bon dernier de l’épreuve précédente.
Le Distillery FC remporte pour la quatrième fois le championnat et devient le deuxième club le plus titré après Linfield (6 victoires).  Le club réalise aussi le doublé en remportant la même année la Coupe d’Irlande battant en finale le Bohemian FC.

## Les 8 clubs participants
- Belfast Celtic Football Club
- Bohemian Football Club
- Cliftonville Football Club
- Derry Celtic Football Club
- Distillery Football Club
- Glentoran Football Club
- Linfield Football Club
- Ulster Football Club

## Classement
| Rang | Équipe          | Pts | J  | G | N | P  | Bp | Bc | Diff |
| ---- | --------------- | --- | -- | - | - | -- | -- | -- | ---- |
| 1    | Distillery FC   | 20  | 14 | 9 | 2 | 3  | 34 | 20 | +14  |
| 2    | Linfield FC     | 19  | 14 | 8 | 3 | 3  | 38 | 16 | +22  |
| 3    | Glentoran FC    | 17  | 14 | 7 | 3 | 4  | 30 | 18 | +12  |
| 4    | Belfast Celtic  | 16  | 14 | 7 | 2 | 5  | 35 | 23 | +12  |
| 5    | Derry Celtic    | 12  | 14 | 4 | 4 | 6  | 27 | 31 | -4   |
| 6    | Cliftonville FC | 11  | 14 | 5 | 3 | 6  | 17 | 21 | -4   |
| 7    | Bohemian FC     | 9   | 14 | 3 | 3 | 8  | 22 | 36 | -14  |
| 8    | Ulster Belfast  | 6   | 14 | 3 | 0 | 11 | 13 | 51 | -38  |

|  | Champion d'Irlande |
|  | Relégation         |

1. ↑   retrait de deux points pour avoir fait jouer un joueur non qualifié

## Bilan de la saison
| Tableau d'Honneur                 |               |
| Compétition                       | Vainqueur     |
| Championnat d'Irlande de football | Distillery FC |
| Coupe d'Irlande de football       | Distillery FC |

| Promotions et relégations |                |
| Relégués                  | Ulster Belfast |
| Promus                    | KOSB Regiment  |